# Campeonato Mundial de Gimnasia Artística de 1993
El XXVIII Campeonato Mundial de Gimnasia Artística se celebró en Birmingham (Reino Unido) entre el 12 y el 18 de abril de 1993 bajo la organización de la Federación Internacional de Gimnasia (FIG) y la Asociación Británica de Gimnasia.

## Resultados

### Masculino
| Evento                 | Oro                                   | Plata                                                             | Bronce                                  |
| ---------------------- | ------------------------------------- | ----------------------------------------------------------------- | --------------------------------------- |
| Concurso completo ind. | Vitali Sherbo Bielorrusia 56,174 pts. | Serguéi Jarkov Rusia 55,625 pts.                                  | Andreas Wecker · Alemania · 55,450 pts. |
| Suelo                  | Grigori Misutin · Ucrania · 9,400     | Neil Thomas · Reino Unido / · Vitali Sherbo · Bielorrusia · 9,350 |                                         |
| Caballo con arcos      | Gil Su Pae Corea del Norte 9,750      | Andreas Wecker · Alemania · 9,435                                 | Károly Schupkegel · Hungría · 9,400     |
| Anillas                | Jury Chechi · Italia · 9,625          | Andreas Wecker · Alemania · 9,575                                 | Ivan Ivankov Bielorrusia 9,500          |
| Salto de potro         | Vitali Sherbo Bielorrusia 9,612       | Chang Feng Chih Taiwán 9,487                                      | Ok Ryul Yoo Corea del Sur 9,418         |
| Paralelas              | Vitali Sherbo Bielorrusia 9,600       | Igor Korobchinski · Ucrania · 9,525                               | Valeri Belenki Azerbaiyán* 9,475        |
| Barra fija             | Serguéi Jarkov Rusia 9,450            | Marius Gherman Rumania 9,375                                      | Zoltán Supola · Hungría · 9,350         |

- (*) – Compitió como gimnasta independiente, ya que en ese entonces la República de Azerbaiyán aún no contaba con una federación de gimnasia propia.

### Femenino
| Evento                 | Oro                                       | Plata                                | Bronce                                  |
| ---------------------- | ----------------------------------------- | ------------------------------------ | --------------------------------------- |
| Concurso completo ind. | Shannon Miller Estados Unidos 39,062 pts. | Gina Gogean Rumania 39,055 pts.      | Tatiana Lysenko · Ucrania · 39,011 pts. |
| Suelo                  | Shannon Miller Estados Unidos 9,787       | Gina Gogean Rumania 9,737            | Natalia Bobrova Rusia 9,712             |
| Salto de potro         | Yelena Piskoun Bielorrusia 9,762          | Lavinia Miloşovici Rumania 9,737     | Oxana Chusovitina Uzbekistán 9,718      |
| Barras asimétricas     | Shannon Miller Estados Unidos 9,887       | Dominique Dawes Estados Unidos 9,800 | Andrea Cacovean Rumania 9,787           |
| Barra                  | Lavinia Miloşovici Rumania 9,850          | Dominique Dawes Estados Unidos 9,725 | Gina Gogean Rumania 9,650               |

## Medallero
| Núm. | País            | Oro | Plata | Bronce | Total |
| ---- | --------------- | --- | ----- | ------ | ----- |
| 1    | Bielorrusia     | 4   | 1     | 1      | 6     |
| 2    | Estados Unidos  | 3   | 2     | 0      | 5     |
| 3    | Rumania         | 1   | 4     | 2      | 7     |
| 4    | Rusia           | 1   | 1     | 1      | 3     |
| 4    | Ucrania         | 1   | 1     | 1      | 3     |
| 6    | Corea del Norte | 1   | 0     | 0      | 1     |
| 6    | Italia          | 1   | 0     | 0      | 1     |
| 8    | Alemania        | 0   | 2     | 1      | 3     |
| 9    | Reino Unido     | 0   | 1     | 0      | 1     |
| 9    | China Taipéi    | 0   | 1     | 0      | 1     |
| 11   | Hungría         | 0   | 0     | 2      | 2     |
| 12   | Azerbaiyán      | 0   | 0     | 1      | 1     |
| 12   | Corea del Sur   | 0   | 0     | 1      | 1     |
| 12   | Uzbekistán      | 0   | 0     | 1      | 1     |
|      | TOTAL           | 12  | 13    | 11     | 36    |